# Радзёнкув (станция)
Радзёнкув (пол. Radzionków) — узловая железнодорожная станция в городе Радзёнкув, в Силезском воеводстве Польши. Имеет 3 платформы и 5 путей.
Станция построена в 1859 году, когда эта территория была в составе Королевства Пруссия.